# Сирал
Сирал (фр. Ciral) насеље је и општина у северној Француској у региону Доња Нормандија, у департману Орн која припада префектури Алансон.
По подацима из 2011. године у општини је живело 436 становника, а густина насељености је износила 24,24 становника/km². Општина се простире на површини од 17,99 km². Налази се на средњој надморској висини од 315 метара (максималној 358 m, а минималној 267 m).

## Демографија
| 1962. | 1968. | 1975. | 1982. | 1990. | 1999. | 2011. |
| ----- | ----- | ----- | ----- | ----- | ----- | ----- |
| 431   | 503   | 489   | 443   | 425   | 416   | 436   |

График промене броја становника у току последњих година